# Фолклендский английский

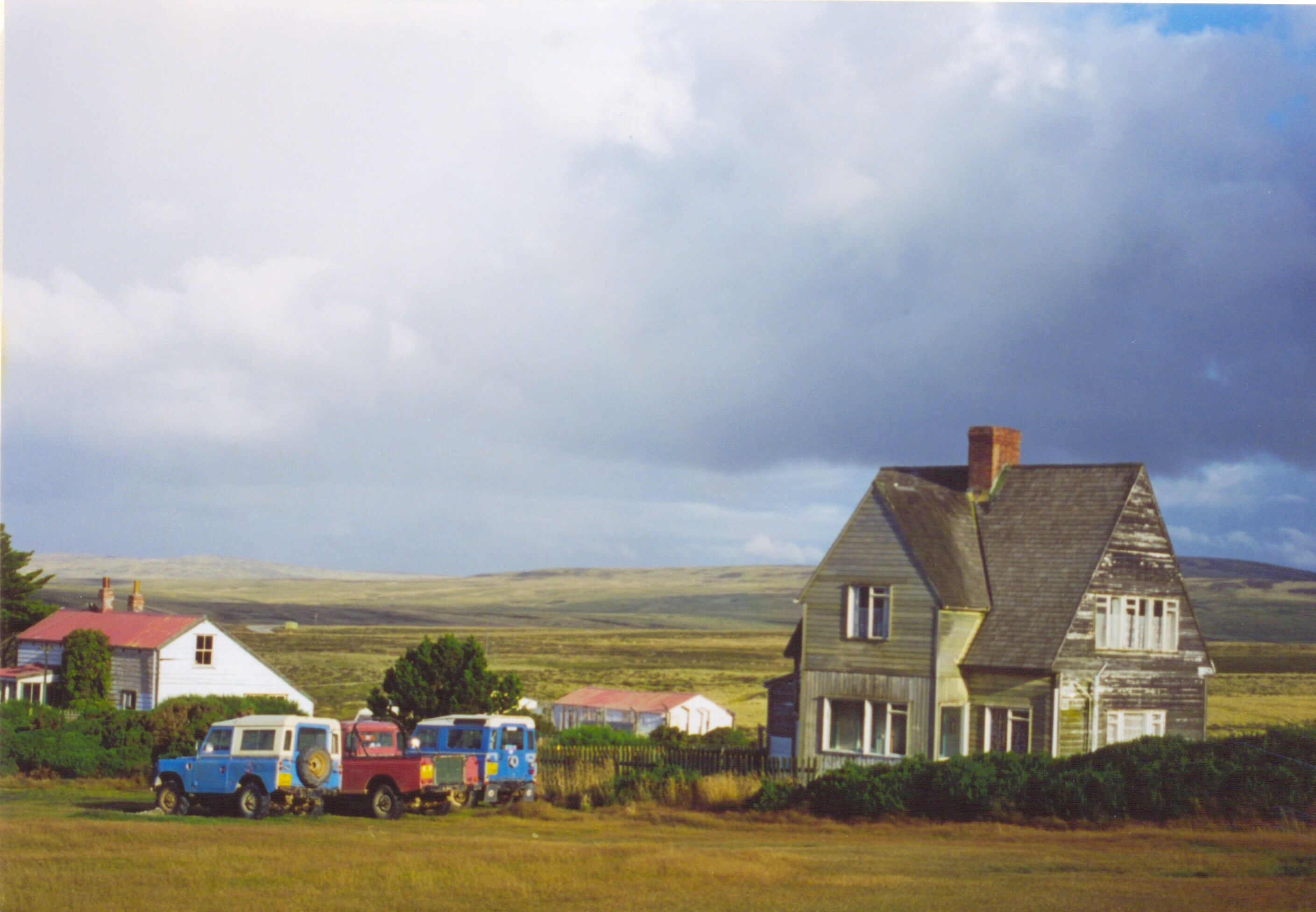
Поселение на Фолклендах.

Фолклендский диалект английского языка (англ. Falkland Islands English) — диалект английского языка, который используют жители Фолклендских (Мальвинских) островов. Ввиду территориальной удалённости островов у их немногочисленного населения (менее 3 тысяч человек по состоянию на 2012 год) выработался и сохраняется собственный диалект. Фолклендский диалект сильнее выражен в сельской местности (то есть, по сути дела, в любом месте за пределами столицы — Стэнли, известной как Camp («лагерь», исп. Campo)). Фолклендский диалект имеет сходство с австралийским английским, новозеландским английским, норфолкским диалектом, а также шотландскими диалектами английского.
Два наиболее значимых слова фолклендского диалекта — «kelper» (что означает «житель Фолклендских островов», от слова «kelp» — вид ламинарий, которые водятся близ островов) и «smoko», что означает «бросить курить» (как в Австралии и Новой Зеландии).
Слово «yomp» (означает длительный переход с полной выкладкой) использовалось британскими военными во время Фолклендской войны, но в настоящее время выходит из употребления.
В последние годы на Фолкленды переселилось определенное число мигрантов с острова Святой Елены (главным образом на низкооплачиваемые работы), которые являются носителями различных диалектов английского языка.

## Заимствования из испанского
В фолклендском диалекте имеется значительное количество заимствованных испанских слов (часто измененных или искажённых), особенно в терминологии, связанной с лошадьми. Например, фолклендцы используют слова ‘alizan’, ‘colorao’, ‘negro’, ‘blanco’, ‘gotiao’, ‘picasso’, ‘sarco’, ‘rabincana’ и т. д. для обозначения мастей лошадей, или ‘bosal’, ‘cabresta’, ‘bastos’, ‘cinch’, ‘conjinilla’, ‘meletas’, ‘tientas’, ‘manares’ для различных предметов конского снаряжения.
В топонимии Фолклендов названия островов, скал, заливов бухт, мысов и других географических объектов в основном имеют английское, французское и испанское происхождение и были даны моряками, осваивавшими острова. Названия внутренних объектов островов, присвоенные после 1833 года, как правило, имеют испанское происхождение и отражают потребности населения в ориентации, делимитации границ и управлении фермерскими хозяйствами. Среди типичных наименований этого периода встречаются такие как ‘Rincon Grande’, ‘Ceritos’, ‘Campito’, ‘Cantera’, ‘Terra Motas’, ‘Malo River’, ‘Brasse Mar’, ‘Dos Lomas’, ‘Torcida Point’, ‘Pioja Point’, ‘Estancia’, ‘Oroqueta’, ‘Piedra Sola’, ‘Laguna Seco’, ‘Manada’, и другие.